# Knema hookeriana
Knema hookeriana är en tvåhjärtbladig växtart som först beskrevs av Nathaniel Wallich, Joseph Dalton Hooker och Thomson, och fick sitt nu gällande namn av Otto Warburg. Knema hookeriana ingår i släktet Knema och familjen Myristicaceae. Inga underarter finns listade i Catalogue of Life.